# William Cropper
William Cropper est un joueur de cricket professionnel et footballeur anglais, né le 27 décembre 1862 et mort le 13 janvier 1889 à 26 ans. Il a été joueur de cricket pour le Derbyshire County Cricket Club entre 1882 et 1888 et au football au moins une fois pour le Derby County FC. Il est l'un des dix-neuf sportifs à avoir remporté le doublé du Derbyshire en jouant au cricket pour le Derbyshire et au football pour le comté de Derby. Le 13 janvier 1889, il devient le premier à décéder comme joueur à cause d'un match de football.

## Biographie
Cropper est né à Brimington, Derbyshire,, fils de Thomas et Mary Cropper, et était maçon. Joueur professionnel de cricket populaire, il a fait ses débuts pour le Derbyshire lors de la saison 1882. Il a également joué pour l'équipe du nord de l'Angleterre. Il partage la plupart des guichets du club au cours des saisons 1883, 1884, 1885 et 1886. En 1886, il joue au moins un match de football pour le Derby County FC en FA Cup,. Le Derbyshire perd son statut de première classe pour la saison 1888, mais Cropper continue à jouer pour l'équipe. Cropper dispute 113 manches en 60 matchs de première classe et marque 1638 points avec une moyenne de 15,00 et un meilleur score de 93 non éliminés. Il a pris 171 guichets de première classe, avec une moyenne de 17,13 et une meilleure performance de 7 pour 25,,. En 1888, il est sélectionné pour un match international avec l'Angleterre XI contre les Australiens alors en tournée.
À partir de 1888, Cropper joue au football comme avant-centre pour l'équipe du Derbyshire du Staveley FC qui venait de déposer sa demande d'accession au statut de club professionnel. Le 12 janvier 1889, après quinze minutes de jeu, pendant le match Staveley FC contre Grimsby Town à Clee Park, Lincolnshire, Cropper entre en collision avec Dan Doyle, l'arrière droit de Grimsby,. Il est grièvement blessé par le genou de Doyle dans son abdomen et quitte le terrain pensant à des blessures légères mais son état se détériore rapidement,,. La collision a entraîné une rupture de l'intestin et il ne peut être transporté à l'hôpital le plus proche, distant de 2 miles. Malgré la présence du chirurgien Grimoldy qui assistait au match, il meurt dans la nuit dans le vestiaire de Grimsby ,,, dans les bras de son coéquipier au Staveley et au Derbyshire County Cricket Club, George Hay. Une autopsie a confirmé la rupture des intestins créant une inflammation péritonéale aiguë,,. À la suite de ce décès accidentel et devant le nombre de blessures augmentant, le British Medical Journal demande que les règles du jeu soient revues. Cropper est le premier décès enregistré résultant d'un match de football.
Cropper est enterré dans le cimetière de Brimington et une pierre commémorative en marbre de Sicile a été érigée grâce au produit d'un fonds de souscription collecté par sa famille et ses amis, stèle qui peut encore être vue aujourd'hui,.
Sa mort aurait donné naissance à l'expression anglaise « coming a cropper » pour décrire la malchance d'une personne.